# 洪棠
洪棠（1987年10月9日—），本名洪于涵，台灣女藝人。出生於台灣台北市。

## 影視作品

### 電視劇
- 2016年 台視《必勝練習生》飾 池圓圓
- 2016年 LINE TV《迷徒Chloe》飾沈蔓
- 待播出 《電競高校》飾 石愛玲

## 音樂錄影帶
- 2013年 《MATZKA》水災

## 平面作品

### 雜誌
- 《GQ》 封面人物 (185期)
- 《FHM》國際中文版 封面人物（124、126、154期）
- 《食尚玩家》 封面人物
- 《鐵馬拜客》 封面人物
- 《台灣壹週刊》 〈星愛呷〉單元 洪棠、安晨芯旅館尋香呷港茶(735期)

## 節目

### 電視主持
- 2009年 超視 《阿寶美食煮藝》 助理主持 (2009年8月)
- 2010年 東森綜合台 《好神卡卡》主持人：徐乃麟、黄镫辉、洪棠 2010年5月10日至2010年12月27日
- 2011年 Channel V 《青春全員集合》 主持人：洪棠、陳建州（黑人）、阿本、大元、劉書宏、Kid(CIRCUS)
- 2016年 三立都會台 《勇闖中台灣》第二季 主持人：洪棠、惟毅、阿達、小蝦、班傑、Gentleman

## 外部連結
- 洪棠的Facebook專頁
- 洪棠的Instagram帳戶
- 洪棠的新浪微博